# Nuestro pan
Nuestro pan es una novela del escritor ecuatoriano Enrique Gil Gilbert, publicada por primera vez en 1942 en Guayaquil. La novela es considerada la obra más representativa del autor y ha sido traducida al inglés, ruso, sueco, alemán, checo y chino.
La trama de la novela gira alrededor del proceso de siembra, cosecha y venta del arroz, presentando los vaivenes y decepciones que sufren los trabajadores a manos de la codicia y explotación del dueño de la plantación. La expresión «nuestro pan» hace referencia a la importancia central que tiene el arroz en la dieta de los ecuatorianos.

## Estructura
La novela está dividida en cuatro libros:
- «Los desmonteros» narra el proceso de siembra, cosecha y venta del arroz desde el punto de vista de los jornaleros.
- «La cerca» se centra en los azares que llevaron a Hermógenes Sandoval, actual dueño de las plantaciones de arroz, a pasar de general liberal a rico hacendado.
- «Hombres sin destino» cuenta la historia de Eusebio Sandoval, hijo único de Hermógenes, quien vuelve al campo luego de doctorarse y cuya ambición desmedida hunde en tragedia a los trabajadores más humildes de la hacienda, particularmente a los indígenas.
- «La dimensión del hombre» narra el triángulo amoroso entre Eusebio, su esposa y el amante de esta.[1]

## Recepción
Gil Gilbert participó en 1941 con el manuscrito de Nuestro pan en el concurso de novelas latinoamericanas inéditas convocado por la editorial Farrar & Rinehart de Nueva York. La obra obtuvo el segundo lugar en el certamen, por detrás de la novela indigenista El mundo es ancho y ajeno del peruano Ciro Alegría.
Escritores como Ángel Felicísimo Rojas, Galo René Pérez y Benjamín Carrión alabaron la novela, este último calificándola como «obra maestra» y de «consagración continental» para el autor. La primera parte de la obra, en que se narra el proceso de siembra y cosecha del arroz, fue aclamada de forma particular. Hernán Rodríguez Castelo declaró esta sección como «armoniosa, fuerte y grande», mientras que Rojas tildó de «magnífica» la forma en que Gil Gilbert narró el procesamiento del arroz.
La última sección del libro, al contrario, fue criticada por Carrión, Rojas, Rodríguez Castello y otros autores, quienes consideraron disruptivo el hecho de que la trama pasara de contar un relato colectivo a centrarse en una historia de corte personal. Sin embargo, no todas las opiniones concordaron con esta apreciación. Galo René Pérez, por ejemplo, se refirió a la última parte como «una culminación técnica y estética de primer orden» y calificó de injustas las críticas negativas sobre la misma.
Varias de las opiniones vertidas sobre la novela en la época de su publicación hicieron énfasis en la temática de reivindicación social explorada en la obra. El historiador y literato Isaac J. Barrera calificó a Nuestro pan como la novela «de la expoliación de los trabajadores que acaban sus vidas por crear fortunas para importadores y banqueros del litoral» y aseveró que con ella Gil Gilbert había ayudado a crear «el movimiento de reivindicación más temible». Enrique Anderson Imbert, por su lado, se refirió desfavorablemente a la novela, etiquetándola como «panfleto político».